# 1720

## Esdeveniments
Països Catalans
Món
- 21 de gener - Estocolm (Suècia): Frederic I de Suècia signa amb Prússia el Tractat d'Estocolm de 1718 que posa fi a la guerra entre els dos països a la Gran Guerra del Nord. En aquest Suècia cedeix el domini de la Pomerània Sueca.
- 1 de febrer: Suècia i Noruega signen el Tractat d'Estocolm, que posa fi a la Gran Guerra del Nord.
- 17 de febrer - La Haia (Províncies Unides): se signa el Tractat de la Haia de 1720 que va posar fi a la Guerra de la Quàdruple Aliança.
- 3 de juliol - Castell de Frederiksborg (Dinamarca): Suècia i el Regne de Dinamarca i Noruega signen el Tractat de Frederiksborg que representà el final de la Gran Guerra del Nord entre aquests països. Dinamarca va guanyar el control del ducat de Slesvig.
- 7 d'agost - Granhamn (Illes Åland, Finlàndia): Final de la batalla de Grengam en el transcurs de la Gran Guerra del Nord.

## Naixements
Països Catalans
Món
- Liorna (Ligúria): Giuseppe Chiesa Baratti, primer pintor professional establert a Maó (Menorca), iniciador de l'escola de pintura de Maó (m. 1789).

## Necrològiques
Països Catalans
- 24 de maig, Girona: Miquel Joan de Taverner i Rubí, jutge de l'Audiència Reial i bisbe de Girona.

Resta del món
- 19 de gener - Viena: Elionor del Palatinat-Neuburg, emperadriu d'Àustria (n. 1655).[1]
- 17 d'agost - París: Anne Dacier, filòloga, escriptora i traductora francesa (n. 1645).[2]
- 29 de desembre - Berlín, Prússia: Maria Margarethe Winckelmann, astrònoma alemanya (n. 1670).[3]